# کریکوود
latitudeکریکوودlongitudeکریکوود
کریکوود (به انگلیسی: Cricklewood) یک ناحیه در لندن است که در منطقه برنت لندن واقع شده‌است.